# Andrea Quartini
Andrea Quartini (Gambassi Terme, 21 marzo 1960) è un politico italiano.

## Biografia
In gioventù è impegnato in politica con la Federazione Giovanile Comunista Italiana, l'organizzazione giovanile del Partito Comunista Italiano. Laureato all'Università di Firenze, è medico gastroenterologo e lavora nel servizio di alcologia dell'azienda ospedaliera universitaria di Careggi; è autore di circa 100 pubblicazioni. 
Nel 2013 aderisce al Movimento 5 Stelle, con il quale viene eletto consigliere regionale alle elezioni regionali in Toscana del 2015. Conclude il proprio mandato nel settembre 2020.
Alle elezioni politiche del 2022 si candida alla Camera dei deputati per il Movimento 5 Stelle e viene eletto nella quota proporzionale nel collegio plurinominale Toscana - 03.
Dalla primavera 2023 è coordinatore provinciale del M5S di Firenze. L'11 dicembre dello stesso anno viene eletto coordinatore del Comitato nazionale Salute e inclusione sociale del Movimento 5 Stelle.

### Vita privata
Sposato due volte, ha tre figli.